# Crypsithyris stenovalva
Crypsithyris stenovalva är en fjärilsart som beskrevs av László Anthony Gozmány. Crypsithyris stenovalva ingår i släktet Crypsithyris och familjen äkta malar. Inga underarter finns listade i Catalogue of Life.